# Maud Wiemeijer
Maud Wiemeijer (Edam, 16 april 1993) is een Nederlands scenariste en tekstschrijfster. Wiemeijer heeft Theaterwetenschap gestudeerd aan de Universiteit van Amsterdam.
In 2015 bedacht ze het concept achter Anne+, een luchtige dramaserie over een lesbische twintiger in Amsterdam, die op het Nederlands Filmfestival van 2018 in première ging. Het idee ontstond vanuit een gebrek aan lesbische en queer personages in de Nederlandse media. Samen met regisseur Valerie Bisscheroux ontwikkelde ze de serie. De serie is verkocht aan het Britse on-demand platform Walter Presents van Channel 4. Seizoen 1 reisde de wereld over op filmfestivals als Tribeca, Outfest en MixBrasil. 
Wiemeijer kreeg voor seizoen 1 een eervolle vermelding van de Kees Holierhoek Scenarioprijs.